# Onthophagus villosus
Onthophagus villosus es una especie de insecto del género Onthophagus, familia Scarabaeidae, orden Coleoptera.
Fue descrita científicamente por MacLeay en 1888.